# Фалько Григорій Олексійович
Фалько Григорій Олексійович (9 травня 1987) — російський плавець.
Учасник Олімпійських Ігор 2004, 2008 років.
Чемпіон Європи з водних видів спорту 2008 року.
Чемпіон Європи з плавання на короткій воді 2007 року, призер 2004, 2005 років.
Переможець літньої Універсіади 2007 року.